# Pon Pon Pon
Singles de Kyary Pamyu Pamyu
Tsukema Tsukeru
(2012)

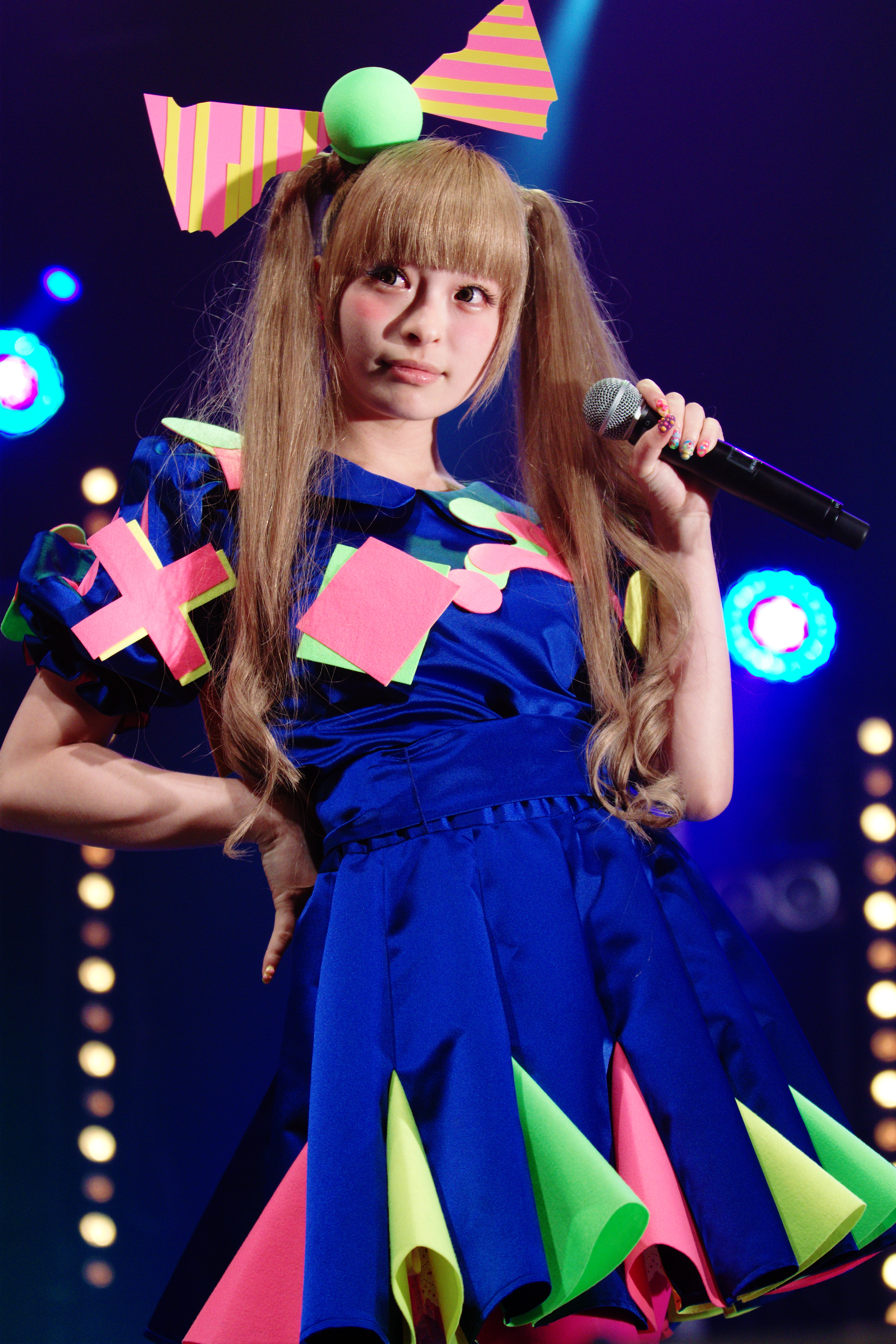
Kyary Pamyu Pamyu en concert à Japan Expo 2012 (Paris, France)

Pon Pon Pon est une chanson japonaise, une des plus populaires de Kyary Pamyu Pamyu.

## Présentation
On peut écrire le titre de plusieurs façons : Pon Pon Pon ou PonPonPon (le titre officiel au Japon est PONPONPON, mais est écrit PON PON PON sur la couverture virtuelle du single).
Écrite et composée par Yasutaka Nakata, la chanson est sortie en single numérique en téléchargement le 20 juillet 2011, et ne comporte donc pas de face B, comme les singles suivants de la chanteuse. Elle atteint la 9e place du classement Japan Billboard Hot 100, et la 6e place du Japan Billboard Top Airplay. Elle figure le mois suivant sur son mini-album Moshi Moshi Harajuku, ainsi que sur son premier album studio qui sortira l'année suivante, Pamyu Pamyu Revolution.
La chanson porte sur le thème des choses « mignonnes », étant donné que Kyary est souvent remarquée pour son style « mignon » (« kawaii » en japonais).
Dans le clip vidéo tourné pour la chanson, on peut remarquer un mélange d'animation 2D et 3D. Elle représente deux mondes, dont le premier a été créé par le directeur artistique Sebastian Masuda et ressemble à une chambre de fille désordonnée, l'autre est le propre univers mental de Kyary où son visage est de couleur rose.
De plus, le directeur a choisi cette « chambre » en y ajoutant le goût des années 1960 et 1970. Le styliste de mode pour la vidéo est Kumiko Iijima.
Le clip a culminé à plus de 50 millions de vues sur YouTube en juin 2013 et 100 millions en 2017, et a été cité comme l'une des vidéos les plus folles (de par son clip) présentées dans l'émission Bigger Than the Buzz de la chaîne MTV.
La chanson a aussi été reprise par Miku Hatsune, personnage phare des Vocaloids, synthétiseurs de voix développés par Yamaha, et ainsi que par d'autres personnages de ces logiciels.